# Farra d'Alpago
Farra d'Alpago  es una localidad italiana de la provincia de Belluno, región de Véneto , con 2.840 habitantes.

## Evolución demográfica
| Gráfica de evolución demográfica de Farra d'Alpago entre 1861 y 2001 |
|                                                                      |
| Fuente ISTAT - elaboración gráfica de Wikipedia                      |